# Зоряна асоціація

NGC 2170 — галактична туманність, залишки супернової типу RN (відзеркалююча туманність) у сузір'ї Єдиноріг.

Зо́ряна асоціа́ція — угрупування гравітаційно непов'язаних або слабопов'язаних між собою молодих зір (віком до декількох мільйонів років), об'єднаних спільним походженням.
За типом зоряного населення асоціації поділяють на:
- OB-асоціації, що здебільшого складаються з гарячих зір спектральних класів O та B;
- T-асоціації, характерні об'єкти яких — змінні зорі типу T Тельця.

Поділ на OB- та T-асоціації є досить умовним, оскільки зорі типу T Тельця виявлено в усіх близьких до Сонця OB-асоціаціях. Однак багато T-асоціацій не мають зір класів O або B.
Пізніше Сідні вад ден Берг (англ. Sidney van den Bergh) запропонував позначення R для асоціацій, що висвітлюють відбивні туманності.
Зоряні асоціації виявив В. А. Амбарцумян 1948 року й передбачив їх розпад. Пізніше дослідження Адріана Блаау, Моргана (W. Morgan), В. Е. Маркаряна, І. М. Копилова та інших підтвердили факт розширення зоряних асоціацій. Згодом було виявлено, що високі концентрації та малі дисперсії швидкостей зір у T-асоціаціях свідчать про їх стійкість.
На відміну від молодих розсіяних скупчень зоряні асоціації мають більші розміри — десятки парсек (у ядер розсіяних скупчень — одиниці парсек) — та меншу густину зоряного населення: кількість зір в асоціації становить від кількох десятків до сотень, маса — 102—104 {\displaystyle M_{\bigodot }\ }, у той час як розсіяні скупчення налічують сотні тисяч і більше зір.
Своїм походженням зоряні асоціації завдячують областям зореутворення з масивним комплексом молекулярних хмар.